# Saison 1 de Crossing Lines
Chronologie
Saison 2
Cet article présente les dix épisodes de la première saison de la série télévisée franco-allemande Crossing Lines.

## Synopsis
La vie de Carl Hickman, un ex-officier de la police de New York, est tombée en morceaux après que Phillip Genovese, un criminel international, lui ait tiré sur la main tandis qu'il essayait de sauver un enfant. Cette blessure le handicape fortement au quotidien, car, d'une part, il n'est plus capable de tenir une arme, et il est devenu accro à la morphine. Depuis, il ne fait plus partie du NYPD (police de New York) et vit, désormais, dans une remorque, et travaille, comme ramasseur d'ordures, dans un parc d'attractions aux Pays-Bas.
Le détective Louis Daniel décide de recruter Carl pour qu'il intègre la nouvelle unité de délits spéciaux de la cour pénale internationale, siégeant à La Haye, qui enquête sur les délits qui traversent les frontières nationales.
En plus de Louis, l'unité est composée du sergent Eva Vittoria, une experte des opérations secrètes et une experte de l'anti-maffia d'Italie. De plus, il y a le détective Tommy McConnel, un expert en armes et en tactiques, qui vient d'Irlande du Nord; ainsi que le commissaire Sebastian Berger, un spécialiste en technologie allemand, et enfin, de la détective Anne-Marie San une analyste française de crimes et de contrebande.
Le groupe dispose aussi de l'appui de Michel Dorn, un membre de la cour pénale internationale, qui donne l'autorisation à Louis pour armer l'équipe et enquêter, et qui l'aide à trouver le responsable de la mort de son fils, Étienne.

## Distribution

### Acteurs principaux
- William Fichtner (VF : Éric Aubrahn) : Détective Carlton "Carl" Hickman (Police de New-York)
- Marc Lavoine (VF : lui-même) : Commissaire Louis Daniel (DCPJ)
- Gabriella Pession (VF : Armelle Gallaud) : Sergent Eva Vittoria (Police National Italienne)
- Tom Wlaschiha (VF : François Delaive) : Enquêteur Sebastian Berger (Police de Berlin)
- Richard Flood (VF : Franck Lorrain) : Lieutenant Tommy McConnel (Irlande du Nord)
- Moon Dailly (VF : Valérie Nosrée) : Lieutenant Anne-Marie San (Police de Lyon)
- Donald Sutherland (VF : Bernard Tiphaine) : Michel Dorn, de la CPI
- Elsa Mollien (VF : elle-même) : Rebecca Daniel, femme de Louis

### Acteurs récurrents
- Genevieve O'Reilly (VF : Julie Dumas) : Inspecteur Sienna Pride (Scotland Yard) (épisodes 1 et 2)
- Marc Barbé : le commissaire Laveaux, de la PJ

### Invités
- Estelle Lefébure : (épisodes 5 et 6)
- Alice Taglioni (épisode 10)

## Liste des épisodes

### Épisode 1:Crimes sans frontières
- Monaco : En exclusivité le 9 juin 2013 à la cérémonie d'ouverture de la 53e édition du Festival de télévision de Monte-Carlo
- Italie : 18 juin 2013 sur Rai 2
- États-Unis : 23 juin 2013 sur NBC
- Suisse : 30 juillet 2013 sur RTS Un
- Belgique : 3 septembre 2013 sur La Une
- Canada : 8 octobre 2013 sur CBC
- France : 17 octobre 2013 sur TF1
- Allemagne : 22 août 2013 sur Sat.1
- Québec : 26 janvier 2015 sur Séries+

- États-Unis : 4,38 millions de téléspectateurs[1]
- France : 7,38 millions de téléspectateurs[2]

### Épisode 2:Justice sans limite
- Italie : 18 juin 2013 sur Rai 2
- États-Unis : 23 juin 2013 sur NBC
- Suisse : 30 juillet 2013 sur RTS Un
- Belgique : 3 septembre 2013 sur La Une
- Canada : 8 octobre 2013 sur CBC
- France : 17 octobre 2013 sur TF1
- Allemagne : 22 août 2013 sur Sat.1

- États-Unis : 4,38 millions de téléspectateurs[1]
- France : 6,87 millions de téléspectateurs[2]

### Épisode 3:Le dernier élément
- Italie : 18 juin 2013 sur Rai 2
- États-Unis : 30 juin 2013 sur NBC
- Suisse : 30 juillet 2013 sur RTS Un
- Belgique : 3 septembre 2013 sur La Une
- Canada : 22 octobre 2013 sur CBC
- France : 17 octobre 2013 sur TF1
- Allemagne : 29 août 2013 sur Sat.1

- États-Unis : 3,71 millions de téléspectateurs[3]
- France : 5 millions de téléspectateurs[2]

### Épisode 4:Sortie de route
- Italie : 25 juin 2013 sur Rai 2
- États-Unis : 7 juillet 2013 sur NBC
- Suisse : 6 août 2013 sur RTS Un
- Belgique : 10 septembre 2013 sur La Une
- Canada : 29 octobre 2013 sur CBC
- France : 24 octobre 2013 sur TF1
- Allemagne : 29 août 2013 sur Sat.1

- États-Unis : 2,9 millions de téléspectateurs[4]
- France : 6,4 millions de téléspectateurs[5]

### Épisode 5:Jusqu'à ce que la haine nous sépare, partie 1
- Italie : 25 juin 2013 sur Rai 2
- États-Unis : 14 juillet 2013 sur NBC
- Suisse : 6 août 2013 sur RTS Un
- Belgique : 10 septembre 2013 sur La Une
- Canada : 12 novembre 2013 sur CBC
- France : 24 octobre 2013 sur TF1
- Allemagne : 5 septembre 2013 sur Sat.1

- États-Unis : 2,84 millions de téléspectateurs[6]
- France : 5,74 millions de téléspectateurs[5]

- Estelle Lefébure = Caroline Pelletier (ex-Mme Marianski)

### Épisode 6:Jusqu'à ce que la haine nous sépare, partie 2
- Italie : 25 juin 2013 sur Rai 2
- États-Unis : 21 juillet 2013 sur NBC
- Suisse : 6 août 2013 sur RTS Un
- Belgique : 10 septembre 2013 sur La Une
- Canada : 19 novembre 2013 sur CBC
- France : 24 octobre 2013 sur TF1
- Allemagne : 5 septembre 2013 sur Sat.1

- États-Unis : 2,83 millions de téléspectateurs[7]
- France : 4,97 millions de téléspectateurs[5]

### Épisode 7:Entre chien et loup
- Italie : 2 juillet 2013 sur Rai 2
- États-Unis : 28 juillet 2013 sur NBC
- Suisse : 13 août 2013 sur RTS Un
- Belgique : 17 septembre 2013 sur La Une
- Canada : 26 novembre 2013 sur CBC
- France : 31 octobre 2013 sur TF1
- Allemagne : 12 septembre 2013 sur Sat.1

- États-Unis : 2,97 millions de téléspectateurs[8]
- France : 5,65 millions de téléspectateurs[9]

### Épisode 8:À bout de souffle
- Italie : 2 juillet 2013 sur Rai 2
- États-Unis : 11 août 2013 sur NBC
- Suisse : 13 août 2013 sur RTS Un
- Belgique : 17 septembre 2013 sur La Une
- Canada : 3 décembre 2013 sur CBC
- France : 31 octobre 2013 sur TF1
- Allemagne : 12 septembre 2013 sur Sat.1

- États-Unis : 2,51 millions de téléspectateurs[10]
- France : 5,27 millions de téléspectateurs[9]

### Épisode 9:Combat singulier
- Italie : 9 juillet 2013 sur Rai 2
- États-Unis : 18 août 2013 sur NBC
- Suisse : 20 août 2013 sur RTS Un
- Belgique : 24 septembre 2013 sur La Une
- Canada : 10 décembre 2013 sur CBC
- France : 7 novembre 2013 sur TF1
- Allemagne : 19 septembre 2013 sur Sat.1

- États-Unis : 2,06 millions de téléspectateurs[11]
- France : 5,33 millions de téléspectateurs[9]

### Épisode 10:La Croisée des chemins
- Italie : 9 juillet 2013 sur Rai 2
- États-Unis : 18 août 2013 sur NBC
- Suisse : 20 août 2013 sur RTS Un
- Belgique : 24 septembre 2013 sur La Une
- Canada : 17 décembre 2013 sur CBC
- France : 7 novembre 2013 sur TF1
- Allemagne : 26 septembre 2013 sur Sat.1

- États-Unis : 2,06 millions de téléspectateurs[11]
- France : 5,09 millions de téléspectateurs[9]

## Audiences

### Aux États-Unis
| Numéro épisode | Titre original                | Chaîne | Date de diffusion originale (2013) | Audiences (en téléspectateurs) |
| -------------- | ----------------------------- | ------ | ---------------------------------- | ------------------------------ |
| 1              | Pilot - Part 1                | NBC    | Dimanche 23 juin 2013              | 4 370 000                      |
| 2              | Pilot - Part 2                | NBC    | Dimanche 23 juin 2013              | 4 370 000                      |
| 3              | The Terminator                | NBC    | Dimanche 30 juin 2013              | 3 710 000                      |
| 4              | Long-Haul Predators           | NBC    | Dimanche 7 juillet 2013            | 2 900 000                      |
| 5              | Special Ops – Part 1          | NBC    | Dimanche 14 juillet 2013           | 2 840 000                      |
| 6              | Special Ops – Part 2          | NBC    | Dimanche 21 juillet 2013           | 2 830 000                      |
| 7              | The Animals                   | NBC    | Dimanche 28 juillet 2013           | 2 970 000                      |
| 8              | Desperation & Desperados      | NBC    | Dimanche 11 août 2013              | 2 510 000                      |
| 9              | New Scars/Old Wounds – Part 1 | NBC    | Dimanche 18 août 2013              | 2 060 000                      |
| 10             | New Scars/Old Wounds – Part 2 | NBC    | Dimanche 18 août 2013              | 2 060 000                      |

- La moyenne de cette saison est de 3,062 millions de téléspectateurs.

### En France
| No épisode | Titre original (titre français)                                             | Chaîne | Date de diffusion originale (2013) | Audiences (en téléspectateurs) | Part d'audiences |
| ---------- | --------------------------------------------------------------------------- | ------ | ---------------------------------- | ------------------------------ | ---------------- |
| 1          | Pilot - Part 1 (Crimes sans frontières)                                     | TF1    | Jeudi 17 octobre 2013              | 7 380 000                      | 28,4 %           |
| 2          | Pilot - Part 2 (Justice sans limite)                                        | TF1    | Jeudi 17 octobre 2013              | 6 870 000                      | 30,3 %           |
| 3          | The Terminator (Le dernier élément)                                         | TF1    | Jeudi 17 octobre 2013              | 5 000 000                      | 37,1 %           |
| 4          | Long-Haul Predators (Sortie de route)                                       | TF1    | Jeudi 24 octobre 2013              | 6 400 000                      | 23,6 %           |
| 5          | Special Ops - Part 1 (Jusqu'à ce que la haine nous sépare, première partie) | TF1    | Jeudi 24 octobre 2013              | 5 740 000                      | 24,7 %           |
| 6          | Special Ops - Part 2 (Jusqu'à ce que la haine nous sépare, deuxième partie) | TF1    | Jeudi 24 octobre 2013              | 4 970 000                      | 33,6 %           |
| 7          | The Animals (Entre chien et loup)                                           | TF1    | Jeudi 31 octobre 2013              | 5 650 000                      | 22,4 %           |
| 8          | Desperation & Desperados (À bout de souffle)                                | TF1    | Jeudi 31 octobre 2013              | 5 270 000                      | 23,2 %           |
| 9          | New Scars and Old Wounds – Part 1 (Combat singulier)                        | TF1    | Jeudi 7 novembre 2013              | 5 330 000                      | 19,4 %           |
| 10         | New Scars and Old Wounds – Part 2 (La croisée des chemins)                  | TF1    | Jeudi 7 novembre 2013              | 5 090 000                      | 20,9 %           |

- La moyenne de cette saison est de 5,77 millions de téléspectateurs.